# Gertrud Dalén

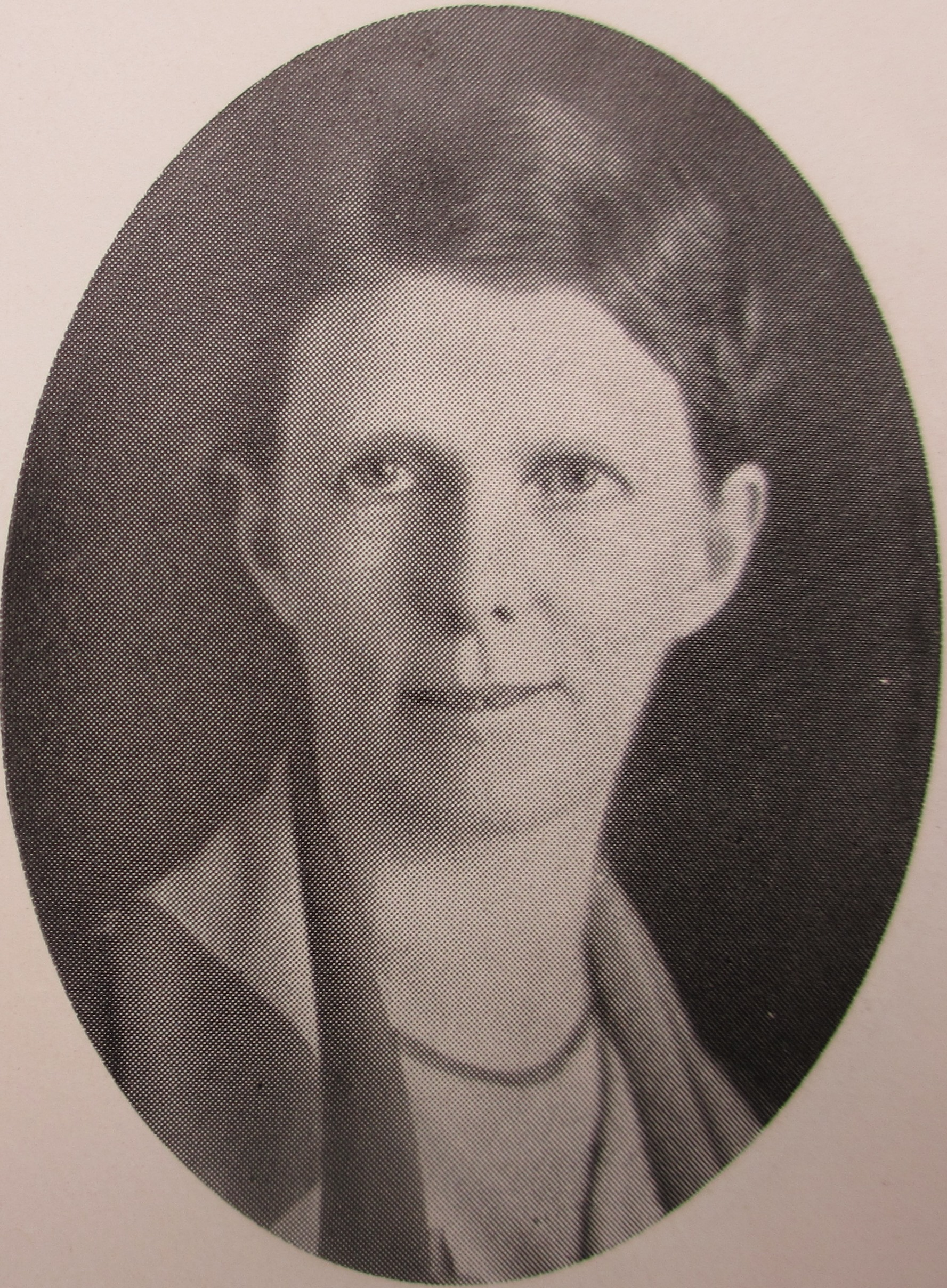
Gertrud Dalén.

Gertrud Dagmar Elisabet Dalén, född 25 mars 1887 i Östersund, död 14 oktober 1973 i Uppsala, var en svensk skolledare.
Efter studentexamen i Östersund 1906 blev Dalén filosofie magister vid Uppsala universitet 1911 (hon gjorde provår vid Göteborgs högre latinläroverk 1914). Hon var vikarie i Hjo 1912, fast anställd lärarinna vid Söderhamns elementarläroverk för flickor 1913–33, föreståndarinna där 1933–38, ordinarie ämneslärarinna och rektor vid Söderhamns kommunala flickskola 1938–52. 
Dalén var ledamot av stadsfullmäktige i Söderhamn 1930–34 och av kyrkofullmäktige från 1934. År 1968 bosatte hon sig i Uppsala.